# هوي كارتر
هوي كارتر (بالإنجليزية: Howie Carter)‏ هو لاعب كرة قاعدة أمريكي، ولد في 13 أكتوبر 1904 في نيويورك في الولايات المتحدة، وتوفي بنفس المكان في 24 يوليو 1991.

## وصلات خارجية
- هوي كارتر على موقعبيزبول رفرنس.كوم (الدوري الرئيسي) (الإنجليزية)